# Tucker-Gletscher
Der Tucker-Gletscher ist ein großer Gletscher im ostantarktischen Viktorialand. Mit einer Länge von 144 km (90 Meilen) fließt er zwischen den Admiralitätsbergen und den Victory Mountains zum Tucker Inlet an der Borchgrevink-Küste. Aus einem Schneesattel am Kopf des Gletschers, knapp westlich der Homerun Range, fließt der Ebbe-Gletscher Richtung Nordwesten.
Im oberen Teil des Tucker-Gletschers gibt es einen seichten Gletscherbruch, den Chocolate Step.
Erforscht wurde der Gletscher durch Teilnehmer einer von 1957 bis 1958 durchgeführten Kampagne im Rahmen der New Zealand Geological Survey Antarctic Expedition. Benannt ist er in Anlehnung an die Benennung des Tucker Inlet nach Charles T. Tucker, ranghöchster Decksoffizier auf dem Forschungsschiff Erebus bei der von James Clark Ross geleiteten Antarktisexpedition (1839–1843).